# Mălărișca, Mehedinți
Mălărișca este un sat în comuna Podeni din județul Mehedinți, Oltenia, România.

## Vezi și
- Biserica de lemn din Mălărișca